# Jack Milroy
Jack Milroy (Glasgow, 28 dicembre 1915 – Glasgow, 1º febbraio 2001) è stato un attore scozzese noto per aver fatto parte, insieme all'attore Rikki Fulton, del duo Francie and Josie, famoso in Scozia e in Gran Bretagna dal 1958 fino al 1996 per aver interpretato numerosi sketch comici.

## Filmografia parziale

### Televisione e teatro
- The Adventures of Francie and Josie (1962),
- Francie and Josie (1989),
- Francie & Josie: The Farewell Performance (1996)